# 순직

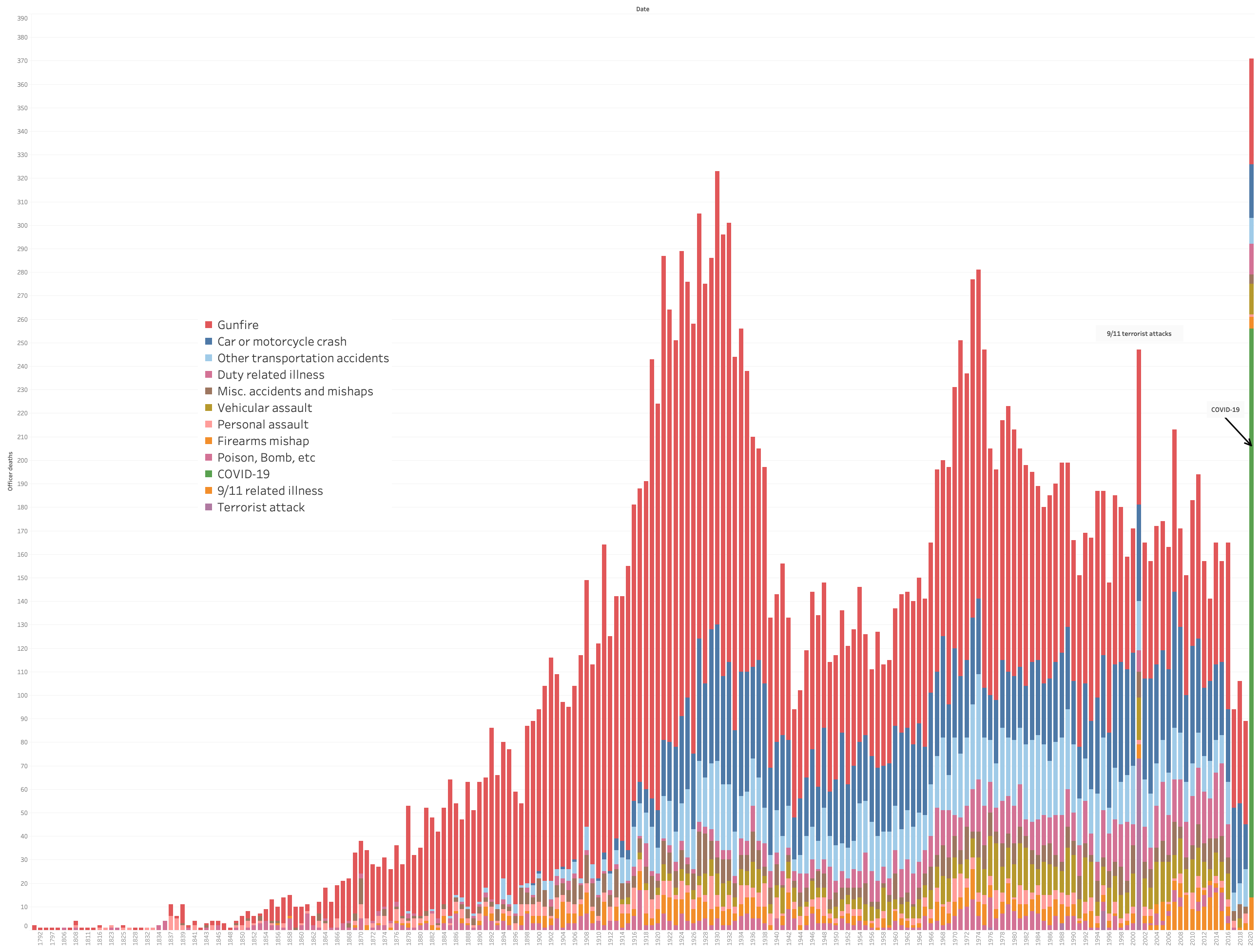

순직(殉職)은 업무 중 사망하는 경우이다. 계급이 있는 직업의 경우 특진을 하거나 국가유공자로 지정된다. 보통 소방관, 경찰관, 군인, 공무원 등에 주로 쓰인다.

## 판례
- 국가배상법 제2조 제1항 단서에서 말하는 순직에 해당하는 여부는 피해를 입은 군인 등이 그 직무수행과 관련하여 피해를 입게 되었는지 여부에 따라 가려져야 할 것이고 가해자인 군대 상급자의 구타행위나 소위 얼차려 행위 등이 그 징계권 또는 훈계권의 한계를 넘어 불법행위를 구성하는지 여부는 순직 여부를 판단하는 데에 직접적인 관계가 없다.[1]